# Country Bumpkin (álbum)
Country Bumpkin es un álbum de estudio del cantante Cal Smith. Fue publicado en mayo de 1974 a través del sello discográfico MCA Records.

## Recepción de la crítica
Un escritor no especificado de Record World describió Country Bumpkin como “[música] country estable con estilo”. Un escritor no especificado de la revista Cash Box declaró: “La suave voz de Cal proviene del corazón. Hay una gran sinceridad que se transmite por su excelente elección del material y su destreza al entregarlo. El estilo de Cal es sencillo y tiene la frescura de un mundo que no se cansa de lo exagerado”.

## Galardones
| Año  | Premio      | Categoría     | Resultado | Ref.  |
| ---- | ----------- | ------------- | --------- | ----- |
| 1974 | Premios ACM | Álbum del Año | Nominado  | [ 5 ] |
| 1974 | Premios CMA | Álbum del Año | Nominado  | [ 6 ] |

## Lista de canciones
| Lado uno |                                     |                 |          |  |
| N.º      | Título                              | Escritor(es)    | Duración |  |
| 1.       | «Country Bumpkin»                   | Don Wayne       | 3:38     |  |
| 2.       | «Love Is the Foundation»            | William C. Hall | 2:41     |  |
| 3.       | «They Don't Make 'em Like My Daddy» | Jerry Chesnut   | 2:23     |  |
| 4.       | «I Love»                            | Tom T. Hall     | 2:01     |  |
| 5.       | «Between Lust and Watching TV»      | Bill Anderson   | 2:49     |  |
| 6.       | «Amanda»                            | Bob McDill      | 2:49     |  |

| Lado dos |                                          |                          |          |  |
| N.º      | Título                                   | Escritor(es)             | Duración |  |
| 1.       | «Behind Closed Doors»                    | Kenny O'Dell             | 2:41     |  |
| 2.       | «Jesus Is a Good Ole Boy»                | Red Lane Hank Cochran    | 2:21     |  |
| 3.       | «You've Never Been This Far Before»      | Conway Twitty            | 3:09     |  |
| 4.       | «I Just Came Home to Count the Memories» | Glenn Ray                | 3:24     |  |
| 5.       | «Some Kind of a Woman»                   | Jimmy Peppers Tommy Cash | 2:30     |  |

## Créditos y personal
Créditos adaptados desde las notas de álbum de Country Bumpkin.
Personal técnico
- Walter Haynes – productor
- Joe Mills – ingeniero de audio
- Dan Quest & Associates – fotografía

## Posicionamiento

### Gráfica semanal
| Gráfica (1974)                             | Pico de posición |
| ------------------------------------------ | ---------------- |
| Australia (Kent Music Report)              | 50               |
| Estados Unidos (Billboard Hot Country LPs) | 4                |

### Gráfica de fin de año
| Gráfica (1974)                              | Pico de posición |
| ------------------------------------------- | ---------------- |
| Estados Unidos (Billboard Hot Country LP's) | 18               |